# Никитин, Сергей Михайлович (Герой Социалистического Труда)
Сергей Михайлович Никитин (1923 — 27 августа 1971) — передовик советского сельского хозяйства, бригадир совхоза «Вяжлинский» Аткарского района Саратовской области, Герой Социалистического Труда (1971).

## Биография
Родился  5 февраля 1923 года в селе Вяжля Аткарского района Саратовской области в русской крестьянской семье. Является старшим братом другого Героя Социалистического Труда Никитина Валентина Михайловича. 
Участник Великой Отечественной войны. Призван в ряды Красной армии в 1942 году. Воевал на Сталинградском и Южном фронтах. Участник Сталинградской битвы. Дважды получил серьёзные ранения. После второго в правую ногу, в 1943 году, очень долго находился на излечении в госпитале. Демобилизован, стал инвалидом.    
Вернувшись в родные края стал трудиться в совхозе «Вяжлинский». Работал механизатором, а позже бригадиром полеводческой бригады. Добивался высоких урожаев, по 30 центнеров с гектара обрабатываемой пашни.  
Указом Президиума Верховного Совета СССР от 8 апреля 1971 года за выдающиеся успехи достигнутые в развитии сельскохозяйственного производства и выполнении пятилетнего плана продажи государству продуктов земледелия и животноводства Сергею Михайловичу Никитину присвоено звание Героя Социалистического Труда с вручением ордена Ленина и золотой медали «Серп и Молот».    
Проживал в своём родном селе Вяжля. Трагически погиб 27 августа 1971 года. Похоронен на сельском кладбище. 

## Награды
За трудовые и боевые успехи удостоен:
- золотая звезда «Серп и Молот» (23.06.1966)
- орден Ленина (23.06.1966)
- орден «Знак Почёта» (11.01.1957)
- Медаль «За отвагу» (30.05.1951)
- другие медали.